# Leo Krämer

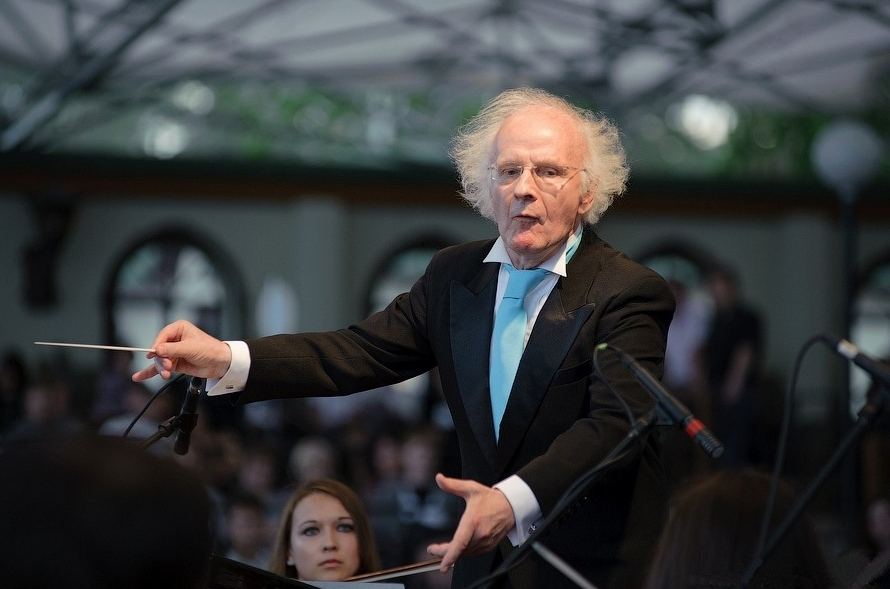
Leo Krämer am Dirigentenpult bei einem Konzert in Toljatti, Russland (2011)

Leo Krämer (auch Kraemer) (* 1944 in Püttlingen) ist ein deutscher Kirchenmusiker, Dirigent und Hochschullehrer.
Leo Krämer studierte Kirchenmusik in Trier und Saarbrücken. Er ergänzte seine Studien bei Ludwig Doerr, Gaston Litaize, Michael Schneider, Sergiu Celibidache, Günther Wand und Eugen Jochum. 1969 übernahm er den Philharmonischen Chor an der Saar. 1971 wurde er zum Organisten an den Dom zu Speyer berufen. 1990 wurde er Domkapellmeister. Von 1991 bis 1993 leitete er als Chefdirigent das Staatliche Symphonieorchester Estlands in Tallinn. Seit 1995 dirigiert er die Philharmonie Minsk. Des Weiteren ist er ständiger Gastdirigent bei den St. Petersburger Sinfonikern. 1998 erfolgte die Ernennung zum Honorarprofessor an der Hochschule für Musik Saar in Saarbrücken und der Hochschule für Musik und Darstellende Kunst Mannheim. Im Februar 2009 wurde Krämer in den Ruhestand von seinen Ämtern als Domkapellmeister und Domorganist verabschiedet. Seine Nachfolger sind Markus Melchiori als Domkapellmeister und Markus Eichenlaub als Domorganist.

## Preise und Auszeichnungen
- 1970: Orgelwettbewerb Aosta, Italien
- 1967: Preisträger beim Flandern Festival
- 2002: Ehrenmitgliedschaft der St. Petersburger Philharmonischen Gesellschaft
- 2007: Peter-Cornelius-Plakette[2]
- 2010: Bundesverdienstkreuz am Bande[3]